# 新博尔滕哈根
新博尔滕哈根（德語：Neu Boltenhagen）是德国梅克伦堡-前波美拉尼亚州的市镇，隶属于前波美拉尼亚-格赖夫斯瓦尔德县。总面积为24.37平方千米，截至2023年12月31日总人口为567人。